# Dsulfiquar Shamshir
Der Dsulfiquar-Shamshir  ist ein persischer Säbel.

## Beschreibung
Der Dsulfiquar-Shamshir hat eine schmale, gebogene und geflammte, zweischneidige Klinge. Die Klinge läuft vom  Heft an nur leicht schmaler werdend bis zum Ort. Der Ort ist zu zwei Spitzen ausgeformt. Das Heft ist wie bei dem herkömmlichen Shamshir geformt. Das Parier ist, wie bei arabischen Shamshiren üblich, kreuzförmig. Die Griffschalen bestehen im Allgemeinen aus Holz oder Horn, können aber auch aus Elfenbein bestehen. Die gesamte Klinge ist mit floralen Verzierungen graviert. Bei den wie hier beschriebenen Waffen bezieht sich die Bezeichnung auf die Ortform der Klingen. Der Dsulfaquar-Shamshir wurde in Persien benutzt.

## Ursprung
Als Vorbild für diese Ortform diente ein Schwert Mohammeds, das Dsulfiquar (arabisch ذو الفقار, DMG Dhū l-Fiqār oder auch Zulfiqar, Zolfaqar, Dsulfikar, Dsulfakar) genannt wird. Mohammeds Neffe und Schwiegersohn ʿAlī ibn Abī Tālib kämpfte mit ihm in verschiedenen Schlachten. Mohammed selbst soll, als er Ali kämpfen sah, gesagt haben: „Es gibt keinen Helden wie Ali und kein Schwert wie Dsulfaquar“, arabisch: لا فتى إلا علي لا سيف إلا ذو الفقار. Es gibt verschiedene Schwertarten, die nach dem Vorbild des Dsulfiquar gearbeitet wurden. Es ist nicht genau bekannt, wie der echte Dsulfiquar ausgesehen hat, da er nicht erhalten ist.